# SC Victoria Hamburg
SC Victoria Hamburg is een sportvereniging uit Hamburg met afdelingen voor American Football, atletiek, badminton, baseball, handbal, hockey, softbal, tafeltennis, tennis, turnen en voetbal. Van 1898 tot 1954 speelde de club voornamelijk in de hoogste voetbalklasse.

## Geschiedenis

### 1895-1933
De club werd als FC Victoria Hamburg gesticht op 5 mei 1895 en sloot zich al snel bij Hamburger FC 1888 (een voorloper van Hamburger SV) aan. In de herfst van 1897 werd de club opnieuw zelfstandig. Vanaf 1898 speelde de club in de competitie van Hamburg-Altona, de toenmalige hoogst mogelijke klasse. Van meet af aan vestigde de club zich in de subtop, maar moest de titels nog laten aan Altonaer FC 1893 en Germania 1887. Victoria werd voor het eerst kampioen in 1904/05. Dit ging echter niet zonder slag of stoot. Aan het einde van de competitie telde de club één punt minder dan Germania, maar Victoria betwistte de wedstrijd die ze met 0-1 verloren hadden tegen HFC 1888. De uitslag werd uit de stand gehaald en de club had hierdoor een wedstrijd minder gespeeld als Germania. Omdat de kampioen doorstootte naar de eindronde om de Duitse landstitel en men in tijdsnood zat, besloot de bond om Victoria en Germania onderling te laten beslissen wie de titel won. Victoria won met 5-4 en werd kampioen. In de Duitse eindronde moest de club zijn meerdere erkennen in Dresdner SC.
Het volgende seizoen kon de club de titel verlengen. De clubs uit Noord-Duitsland moesten echter vanaf dit seizoen eerst langs de Noord-Duitse eindronde om door te kunnen stoten naar de nationale eindronde. Na overwinningen op Holstein Kiel en Eintracht Braunschweig kroonde de club zich tot eerste Noord-Duitse kampioen. In de nationale eindronde verloor de club meteen van Berliner TuFC Union 1892. Na een derde titel op rij verpletterde de club Schweriner FC 03 met 20-2 in de eindronde. De Noord-Duitse titel werd geprolongeerd en in de nationale eindronde kon de club voor het eerst winnen, tegen Düsseldorfer FC 99. In de halve finale moest de club het onderspit delven van BTuFC Viktoria 1889.
Het volgende seizoen werd de club in de regionale eindronde gestopt door Eintracht Braunschweig. In 1908 veranderde de club zijn naam in SC Victoria Hamburg. Na vier seizoenen op de tweede plaats kon de club in 1912/13 nog eens kampioen van Hamburg-Altona worden en werd in eindronde opnieuw door Braunschweig gestopt. Na dit seizoen voerde de voetbalbond een nieuwe competitie in, de NFV-Liga, met daarin de sterkste teams uit Noord-Duitsland. Als kampioen van Hamburg-Altona was de club geplaatst, maar in de NFV-Liga werd de club slechts achtste op tien clubs. Door het uitbreken van de Eerste Wereldoorlog werd de NFV-Liga opgedoekt en werden de stadscompetities weer de hoogste klasse. Victoria werd meteen vicekampioen achter Eimsbütteler TV. De volgende seizoenen bleef de club het goed doen, maar kon de titel niet binnen rijven. Voor het seizoen 1918/19 ging de club een tijdelijke oorlogsfusie aan met HFC 1888 omdat de team problemen hadden om een volledig elftal op te stellen. De club werd kampioen en in de eindronde bereikte de club de finale die gewonnen werd tegen Bremer SC 1891. Er was dat jaar geen verdere eindronde om de nationale titel.
Nadat de bond twee seizoenen een andere formule probeerde werd vanaf 1921 gestart met een nieuwe competitie, die de naam Groot-Hamburg meekreeg en twee reeksen telde. HFC 88 en Germania waren intussen gefuseerd tot nieuwe supermacht Hamburger SV dat elk jaar de titel claimde. Victoria werd een aantal keer op rij vicekampioen achter HSV. Door een reglementswijziging mochten vanaf 1927/28 ook de vicekampioenen naar de eindronde, waardoor de club zich nog eens kon tonen op regionaal vlak. Victoria plaatste zich voor de finalegroep, maar werd daar derde. Het volgende seizoen brak er revolutie uit in Noord-Duitsland. Een aantal clubs, voornamelijk uit Groot-Hamburg, vonden dat de vele competities het niveau van de clubs geen goed deden.
De clubs scheurden zich af van de bond en richten een eigen competitie op. Hoewel de clubs, op Holstein Kiel na, allemaal uit Groot-Hamburg kwamen vielen ook de meeste andere competities in het water. Victoria werd dat seizoen laatste. De bond zwichtte voor de rebellen, maar gaf hun niet helemaal hun zin. De elf competities werden herleid naar zes competities. De twee reeksen van Groot-Hamburg werden samen gevoegd. Uit Groot-Hamburg mochten nu een aantal teams naar de eindronde. Victoria plaatste zich in 1930/31, maar werd meteen uitgeschakeld door SV 1924 Harburg. Ook het volgende seizoen plaatste de club zich. De eindronde werd geherstructureerd en de zestien deelnemers verdeeld over vier groepen van vier. Victoria werd laatste in zijn groep. In 1932/33 werd de club zevende. Dit volstond niet voor de nieuwe Gauliga Nordmark, die ingevoerd werd door de Nationaalsocialistische Duitse Arbeiderspartij, de nieuwe machthebber in Duitsland. Alle competities in Noord-Duitsland werden afgeschaft en vervangen door twee nieuwe Gauliga's. Victoria verzeilde voor het eerst in zijn bestaan in de tweede klasse.

### Gauliga
Al na één seizoen promoveerde de club via de promotieronde naar de Gauliga. In 1935/36 werd de club vicekampioen achter Eimsbütteler TV. De club bleef de volgende seizoenen in de subtop meedraaien, maar een titel zat er niet in. Door de perikelen in de Tweede Wereldoorlog werd de Gauliga Nordmark in drie kleinere Gauliga's opgedeeld en de clubs uit Hamburg gingen in de Gauliga Hamburg spelen. Hier werd Victoria met drie punten voorsprong op HSV kampioen. Voor het eerst sinds 1907 nam de club deel aan de nationale eindronde. Victoria kreeg een 5-1 om de oren van Eintracht Braunschweig en was meteen uitgeschakeld. Het volgende seizoen werd de club nog derde, maar in het laatste seizoen werd slechts de negende plaats behaald.

### Oberliga
Na de oorlog speelde de club twee seizoenen in de stadscompetitie vooraleer gestart werd met de Oberliga Nord, een van de vijf nieuwe hoogste klassen in West-Duitsland. De club werd afgetekend laatste en degradeerde voor de tweede keer naar de tweede klasse. De hoogdagen van de club waren voorgoed voorbij. Victoria kon nog terugkeren naar de Oberliga voor de seizoenen 1951/52 en 1953/54 maar bleef daarna definitief weg bij de elite.

### 1963-heden
Na de vorming van de Bundesliga in 1963 speelde de club in de Regionalliga Nord, de nieuwe tweede klasse. Na drie seizoenen degradeerde de club naar de Amateurliga Hamburg en zou ook nooit meer terugkeren naar de tweede klasse. Na een nieuwe degradatie in 1968 leek de club weg te zinken in de vergetelheid maar met een titel kon de club al na één jaar terugkeren naar de derde klasse. De volgende seizoenen deed de club het zeer goed in de Amateurliga en werd zelfs kampioen in 1974, maar slaagde er niet in terug te promoveren. Hierna ging het bergaf tot een degradatie volgde in 1977. De volgende seizoenen speelde de club in de Verbandsliga Hamburg, de vierde klasse en was daar een middenmoter. Toen de Regionalliga in 1994 heringevoerd werd als derde klasse werd de Verbandsliga de vijfde klasse. Victoria werd meteen kampioen en promoveerde naar de Oberliga, maar moest na één seizoen weer een stap terugzetten. Victoria bleef in de Verbandsliga tot 2003 en speelde dan opnieuw twee seizoenen in de Oberliga. Door de invoering van de 3. Liga in 2008 werd de Oberliga Hamburg ingevoerd als nieuwe vijfde klasse. Victoria werd meteen kampioen maar verkoos om niet deel te nemen aan de eindronde om promotie. In 2012 werd de club opnieuw kampioen en promoveerde nu wel naar de Regionalliga. Na twee seizoenen degradeerde de club.

## Erelijst
Kampioen Hamburg-Altona
1906, 1907, 1908, 1909, 1913
Kampioen Noord-Duitsland
1906, 1907
Kampioen Gauliga Hamburg
1943

## Eindklasseringen vanaf 1964
| Seizoen | Competitie                          | Niveau | Eindstand | DFB Pokal | Opmerking |
| ------- | ----------------------------------- | ------ | --------- | --------- | --- |
| 1963/64 | Regionalliga Nord                   | II     | 11        | --        | |
| 1964/65 | Regionalliga Nord                   | II     | 12        | --        | |
| 1965/66 | Regionalliga Nord                   | II     | 17        | --        | |
| 1966/67 | Landesliga Hamburg                  | III    | 4         | --        | |
| 1967/68 | Landesliga Hamburg                  | III    | 14        | --        | |
| 1968/69 | Verbandsliga Hamburg Germania       | IV     | 1         | --        | |
| 1969/70 | Landesliga Hamburg                  | III    | 3         | --        | 8e finale Duits amateurkampioenschap > Eintracht Frankfurt-amateurs: 2-1 / 0-2                                                  |
| 1970/71 | Landesliga Hamburg                  | III    | 4         | --        | |
| 1971/72 | Landesliga Hamburg                  | III    | 3         | --        | Beslissingswedstrijd voor 2e plaats > SC Concordia Hamburg: 1-2; 8e finale Duits amateurkampioenschap > Lahrer FV 03: 1-1 / 1-2 |
| 1972/73 | Landesliga Hamburg                  | III    | 4         | --        | |
| 1973/74 | Landesliga Hamburg                  | III    | 1         | --        | invoering Oberliga Nord; halve finale Duits amateurkampioenschap > VfB 06/08 Remscheid: 1-1 uit/1-2 thuis                       |
| 1974/75 | Oberliga Nord                       | III    | 4         | 1e ronde  | < Altona 93: 1-2 n.v.; finale Duits amateurkampioenschap > VfR Bürstadt: 0-3                                                    |
| 1975/76 | Oberliga Nord                       | III    | 16        | 1e ronde  | < SC Freiburg: 1-2 |
| 1976/77 | Oberliga Nord                       | III    | 17        | 2e ronde  | < SV Chio Waldhof: 2-5 |
| 1977/78 | Landesliga Hamburg                  | IV     | 9         | --        | |
| 1978/79 | Verbandsliga Hamburg                | IV     | 3         | 1e ronde  | < SSV Ulm 1846: 0-6 |
| 1979/80 | Verbandsliga Hamburg                | IV     | 3         | --        | |
| 1980/81 | Verbandsliga Hamburg                | IV     | 9         | --        | |
| 1981/82 | Verbandsliga Hamburg                | IV     | 12        | --        | |
| 1982/83 | Verbandsliga Hamburg                | IV     | 10        | --        | |
| 1983/84 | Verbandsliga Hamburg                | IV     | 11        | --        | |
| 1984/85 | Verbandsliga Hamburg                | IV     | 9         | --        | |
| 1985/86 | Verbandsliga Hamburg                | IV     | 7         | --        | |
| 1986/87 | Verbandsliga Hamburg                | IV     | 7         | --        | |
| 1987/88 | Verbandsliga Hamburg                | IV     | 10        | --        | |
| 1988/89 | Verbandsliga Hamburg                | IV     | 12        | --        | |
| 1989/90 | Verbandsliga Hamburg                | IV     | 7         | --        | Winnaar Hamburger Pokal > VfL 93: 2-1 n.v.                                                                                      |
| 1990/91 | Verbandsliga Hamburg                | IV     | 11        | 1e ronde  | < Bayer 04 Leverkusen: 0-5 |
| 1991/92 | Verbandsliga Hamburg                | IV     | 5         | --        | |
| 1992/93 | Verbandsliga Hamburg                | IV     | 8         | --        | |
| 1993/94 | Verbandsliga Hamburg                | IV     | 9         | --        | |
| 1994/95 | Verbandsliga Hamburg                | V      | 1         | --        | |
| 1995/96 | Oberliga Hamburg/Schleswig-Holstein | IV     | 16        | --        | |
| 1996/97 | Verbandsliga Hamburg                | V      | 11        | --        | |
| 1997/98 | Verbandsliga Hamburg                | V      | 4         | --        | |
| 1998/99 | Verbandsliga Hamburg                | V      | 7         | --        | |
| 1999/00 | Verbandsliga Hamburg                | V      | 9         | --        | |
| 2000/01 | Verbandsliga Hamburg                | V      | 6         | --        | |
| 2001/02 | Verbandsliga Hamburg                | V      | 6         | --        | Finalist Hamburger Pokal > USC Paloma Hamburg: 0-0 (3-4 n.s.)                                                                   |
| 2002/03 | Verbandsliga Hamburg                | V      | 2         | --        | kampioen Harburger TB trok zich terug                                                                                           |
| 2003/04 | Oberliga Hamburg/Schleswig-Holstein | IV     | 8         | --        | |
| 2004/05 | Oberliga Nord                       | IV     | 18        | --        | |
| 2005/06 | Verbandsliga Hamburg                | V      | 3         | --        | |
| 2006/07 | Hamburg-Liga                        | V      | 1         | --        | Winnaar Hamburger Pokal > VfL 93: 1-0; Victoria ziet af van promotie                                                            |
| 2007/08 | Hamburg-Liga                        | V      | 1         | 1e ronde  | < 1. FC Nürnberg: 0-6 |
| 2008/09 | Oberliga Hamburg                    | V      | 1         | --        | Victoria ziet af van promotieserie                                                                                              |
| 2009/10 | Oberliga Hamburg                    | V      | 1         | --        | Winnaar Hamburger Pokal > SV Halstenbek-Rellingen: 1-0; Victoria ziet af van promotieserie                                      |
| 2010/11 | Oberliga Hamburg                    | V      | 9         | 2e ronde  | < VfL Wolfsburg: 1-3 |
| 2011/12 | Oberliga Hamburg                    | V      | 1         | --        | Winnaar Hamburger Pokal > Germania Schnelsen: 2-1                                                                               |
| 2012/13 | Regionalliga Nord                   | IV     | 15        | 1e ronde  | < SC Freiburg: 1-2; Winnaar Hamburger Pokal > FC Elmshorn: 2-1 n.v.                                                             |
| 2013/14 | Regionalliga Nord                   | IV     | 18        | 1e ronde  | < Hannover 96: 0-2 |
| 2014/15 | Oberliga Hamburg                    | V      | 2         | --        | |
| 2015/16 | Oberliga Hamburg                    | V      | 3         | --        | |
| 2016/17 | Oberliga Hamburg                    | V      | 4         | --        | |
| 2017/18 | Oberliga Hamburg                    | V      | 2         | --        | |
| 2018/19 | Oberliga Hamburg                    | V      | 4         | --        | |
| 2019/20 | Oberliga Hamburg                    | V      | 4         | --        | competitie afgebroken i.v.m. coronapandemie.                                                                                    |
| 2020/21 | Oberliga Hamburg                    | V      | 2         | --        | competitie na 6 wedstrijden afgebroken i.v.m. coronapandemie.                                                                   |
| 2021/22 | Oberliga Hamburg                    | V      | 3         | --        | 2e Staffel West |
| 2022/23 | Oberliga Hamburg                    | V      | 10        | --        | |
| 2023/24 | Oberliga Hamburg                    | V      | 8         | --        | |
| 2024/25 | Oberliga Hamburg                    | V      | 11        | --        | |
| 2025/26 | Oberliga Hamburg                    | V      | .         | --        | |